# 梅特农村居民点
梅特农村居民点（俄语：Мытское сельское поселение）是俄罗斯联邦伊万诺沃州上兰杰赫区所属的一个农村居民点。其下辖有32个居民点，行政中心为梅特。据2016年统计，该农村居民点的人口为1500人。